# Paderne (parroquia)
Paderne (llamada oficialmente San Xoán de Paderne) es una parroquia y un lugar español del municipio de Paderne, en la provincia de La Coruña, Galicia.

## Otras denominaciones
La parroquia también se denomina San Juan de Paderne o San Xoan de Paderne.

## Entidades de población
Entidades de población que forman parte de la parroquia:
- Amboade
- Consistorio (O Consistorio)
- Cruceiro (O Cruceiro)
- Fraga (A Fraga)
- Gurita (A Gurita)
- Nogueirido
- Paderne
- Veigas (As Veigas)

## Demografía

### Parroquia
| Gráfica de evolución demográfica de Paderne (parroquia) entre 2000 y 2019 |
|                                                                           |
| Datos según el nomenclátor publicado por el INE.                          |

### Lugar
| Gráfica de evolución demográfica de Paderne (lugar) entre 2000 y 2019 |
|                                                                       |
| Datos según el nomenclátor publicado por el INE.                      |